# Lorraine Crapp
Lorraine Crapp (n. 1 octombrie 1938, Sydney, Noul Wales de Sud, Australia) este o înotătoare ce a reprezentat Australia, medaliată olimpică. A participat la 2 ediții ale Jocurilor Olimpice (1956, 1960) în care a câștigat 4 medalii de aur și două medalii de argint.